# Еврейское подполье
Еврейское подполье (ивр. המחתרת היהודית‎) — общее название террористических групп, действовавших в 1980-е годы на Западном берегу реки Иордан и состоявших из израильтян-евреев с националистическими и мессианско-религиозными взглядами. Еврейское подполье несёт ответственность за ряд террористических акций, направленных против арабского населения Западного берега реки Иордан, включая покушения на убийство мэров арабских населённых пунктов и бойню в Исламском колледже в Хевроне. Во время следствия и суда над участниками подполья стало известно, что ими планировалось также уничтожение исламских религиозных сооружений на Храмовой горе в Иерусалиме.

## Предпосылки к появлению
В ходе Шестидневной войны в 1967 году Израиль установил военный контроль над территориями Западного берега реки Иордан (в еврейских исторических терминах — Иудеей и Самарией) и сектором Газа. Эти территории по плану раздела Палестины 1947 года должны были отойти арабскому государству, которое, однако, так и не было создано, и с 1949 года находились под управлением соответственно Иордании и Египта. После 1967 года, когда под контролем Израиля оказалась по сути вся территория подмандатной Палестины к западу от Иордана (а также Синайский полуостров и Голанские высоты), в израильском обществе начался новый подъём поселенческой идеологии; значительные группы населения настаивали на основании еврейских населённых пунктов на захваченных территориях, которые официально не входили в состав Государства Израиль. Несмотря на изначальное сопротивление израильских властей, со временем строительство таких поселений всё же началось и в дальнейшем получило поддержку со стороны государства.
Несмотря на официальный статус поселений, тот факт, что они строились на территориях, где проживало недружественное, а порой и воинственно-враждебное арабское население, привёл к формированию у их жителей ментальности «осаждённой крепости»: они считали, что государство не предпринимает достаточно усилий для их защиты. Это, в свою очередь, привело к формированию в среде поселенцев всевозможных добровольческих отрядов и милиций, основным предназначением которых была охрана поселений, но их существование вызывало дополнительные трения с арабами, так как их члены часто прибегали к силе даже в отсутствие прямой угрозы: они запугивали местных арабов, уничтожали их собственность, осуществляли незаконные задержания, а порой могли и открыть огонь. В начале 80-х годов в таких милициях состояло около трети мужского состава наиболее влиятельного поселенческого движения «Гуш Эмуним».
Начало потепления в отношениях между Израилем и Египтом после визита в Израиль президента Египта Садата укрепило опасения поселенцев в том, что государство не готово их защищать; стала вырисовываться реальная перспектива передачи соседним арабским странам завоёванных территорий в обмен на мирные соглашения и эвакуации поселений с этих земель — принцип «территории в обмен на мир» был закреплён в египетско-израильском мирном договоре. 60 % населения Израиля было против территориальных уступок, а члены «Гуш Эмуним» считали себя вправе противодействовать мирным инициативам любыми, в том числе самыми крайними, способами.

## Структура и цели
Несмотря на общее название, полученное им в литературе, Еврейское подполье не представляло собой монолитную организацию. Структурно это была россыпь небольших локальных групп (первоначально только в Самарии, а затем и в других районах Западного берега реки Иордан) слабо связанных между собой (часто эти связи носили дружеский, а не организационный характер) и совершавших свои акции лишь спорадически и без взаимного согласования. Тем не менее в этой структуре можно выделить центральное ядро — группу основателей подполья, в которую входили Менахем Ливни, Иехуда Эцион, Йешуа Бен-Шушан и Дан Беэри, и которая в конечном итоге и осуществляла вербовку почти всех остальных участников.
Основатели группы, движимые идеологией национализма и религиозного мессианизма и рассматривавшие мирные переговоры с Египтом как угрозу «Великому Израилю», изначально ставили перед собой цель сорвать эти и подобные попытки израильского руководства добиться мира путём уступки территорий наиболее эффективным и радикальным способом. Таким способом им представлялся подрыв исламских святынь на Храмовой горе в Иерусалиме — мечети аль-Акса и Купола Скалы. Положительное развитие событий, представлявшееся авторам плана в случае его осуществления, включало как возможное строительство нового еврейского храма на том же месте, где стояли первые два, так и возможную войну на уничтожение с арабами, которая станет толчком для прихода Мессии. Эти планы, однако, так и не получили развития на более детальном уровне, чем простая идея. По словам рядового члена организации Хагая Сегаля, мало кто в ней знал о планах теракта на Храмовой горе, да и сами эти планы были заморожены после подписания мирного договора с Египтом (не в последнюю очередь из-за отсутствия добровольцев, готовых их осуществить). Новые члены Еврейского подполья, привлекаемые основателями, уже ставили перед собой более приземлённые и конкретные задачи — ответ на насилие со стороны арабского населения оккупированных территорий аналогичным насилием. Судья Цви Коэн, возглавлявший коллегию, выносившую впоследствии приговоры участникам Еврейского подполья (см. Следствие, суд и общественный резонанс), выделял и третий мотив участия в нём — дружеские связи с теми, кто уже в нём состоял.

## Террористические акции
Первой крупной террористической акцией членов Еврейского подполья стала серия покушений на мэров арабских городов Западного берега. Целями для покушений стали политики, входившие в сформированный в 1978 году Национальный координационный совет. Задачей этой структуры была консолидация сопротивления израильскому контролю над оккупированными территориями — включая акции насилия, которые прямо одобрялись в публикациях совета. Позже, в 1982 году, Национальный координационный совет был объявлен Израилем вне закона, а некоторые из его лидеров депортированы. Однако к 1980 году он продолжал действовать, поощряя открытую войну арабского населения территорий против Израиля. Хагай Сегаль рассказывает, что его участники спланировали покушения на 13 деятелей совета — как в качестве «акции возмездия» за уже совершённые под его эгидой теракты (в частности, убийство шести учащихся иешивы в Хевроне в 1980 году), так и в качестве акта устрашения, призванного прекратить его дальнейшую деятельность. В итоге, однако, из 13 кандидатур были отобраны только пять: Басам Шака, Карим Халаф, Ибрагим Тавиль, Хамзи Натше и Ибрагим Дакак. Член Еврейского подполья Менахем Ливни вызвался заминировать их автомобили; в процессе подготовки технические проблемы помешали ему заложить взрывчатку в машины Натше и Дакака, но минирование остальных трёх прошло успешно. 2 июня 1980 года бомбы в машинах Шаки и Халафа сдетонировали. Израильские власти, поняв, что происходит, направили сапёров, чтобы проверить машины и дома других возможных жертв. Один из этих сапёров, друз Сулейман Хирбави, был в итоге ранен при взрыве автомобиля Ибрагима Тавиля, потеряв зрение. Член Еврейского подполья Аарон Гила, капитан израильской армии, находившийся в это время недалеко от Хирбави, знал о том, что машина Тавиля заминирована, но не предупредил об этом сапёра. Басам Шака и Карим Халаф выжили, но им пришлось ампутировать ноги, после чего деятельность Национального координационного совета сошла на нет.
26 июля 1983 года четверо участников Еврейского подполья совершили вооружённое нападение на территории Исламского колледжа в Хевроне. Вооружённые автоматами и гранатами боевики в масках открыли огонь на поражение, убив двух преподавателей и студента и ранив ещё более тридцати человек. Премьер-министр Израиля Менахем Бегин, в прошлом сам возглавлявший подпольную боевую организацию «ЭЦЕЛ», назвал это нападение «отвратительным преступлением».
Другие акции Еврейского подполья включали закладку мин-ловушек рядом с хевронской мечетью в декабре 1983 года и минирование шести арабских пассажирских автобусов 26 апреля 1984 года. К этому моменту, однако, израильская Служба общей безопасности (ШАБАК) уже знала о деятельности подполья в подробностях (см. Следствие, суд и общественный резонанс) и вовремя арестовала злоумышленников, некоторые из которых в итоге сами разряжали мины в автобусах.

## Следствие, суд и общественный резонанс
После бойни в Исламском колледже «Еврейский отдел» ШАБАКа под руководством Карми Гилона развернул масштабную деятельность по поиску организаторов этого теракта. В поле внимания следователей попал Давид Гендлер (Беэри) — бывший офицер элитного подразделения, а в описываемый период один из ответственных за безопасность поселений — в частности, за защиту еврейских автомобилей, которые постоянно подвергались нападениям на дорогах Иудеи и Самарии. Гендлера пригласили в ШАБАК якобы для прохождения вступительных тестов, включавших допрос на полиграфе. Допрос показал, что Гендлер, хотя сам и не участвовал в деятельности еврейской террористической группы, подозревал о её существовании. Выяснилось, что в прошлом ряд знакомых предлагал ему вступить в такую группу. Через Гендлера отдел Гилона вышел на одного из деятелей Еврейского подполья — Ицхака (Акале) Ганирама, а через того и на других лидеров организации. Таким образом, к моменту, когда члены Еврейского подполья готовили взрывы арабских автобусов 26 апреля 1984 года, ШАБАК уже был готов начать аресты, зная поимённо подпольщиков, среди которых были офицеры АОИ и члены секретариата Совета поселений Иудеи, Самарии и Газы.
Суды над участниками Еврейского подполья начались через месяц с небольшим после первых арестов. В общей сложности в судебных процессах по делу Еврейского подполья участвовали 27 подсудимых. Первым осуждённым по этому делу стал 7 июня 1984 года Йорам Инон из поселения Кешет на Голанских высотах, приговорённый по итогам сделки со следствием к 18 месяцам заключения и такому же сроку условно за хранение и перевозку взрывчатых веществ. Инон перевозил другим участникам организации мины с Голанских высот, из которых была извлечена взрывчатка, впоследствии использованная при минировании машин арабских мэров. 14 и 19 июня двое других членов Еврейского подполья были приговорены к десяти годам и к 18 месяцам заключения. Суд над основной группой подсудимых начался 17 июня.
Суд приговорил большинство членов Еврейского подполья к тюремному заключению сроком от пяти месяцев до десяти лет, но трое из них — Менахем Ливни, Шауль Нир и Узи Шарбав, ответственные за теракт в Исламском колледже, — были приговорены за убийства и тяжёлые физические увечья к пожизненному заключению. Однако их срок был сперва сокращён президентом Израиля Хаимом Герцогом до 24 лет, затем до 15 и, наконец, в 1989 году — до 10 лет. При последнем сокращении срока пресс-секретарь президента заявил, что тот «убеждён, что все трое выразили однозначное и искреннее раскаяние в содеянном». Ливни, Нир и Шарбав были освобождены из тюрьмы досрочно ввиду хорошего поведения в декабре 1990 года после шести с небольшим лет в заключении. Бывший генеральный прокурор Израиля Ицхак Замир выступил с осуждением досрочного освобождения еврейских террористов, заявив, что такой шаг свидетельствует о придании неравного веса жизням разных людей и нарушает основной принцип равенства перед законом. В то же время Хагай Сегаль подчёркивает, что все трое просидели в тюрьме больше времени, чем убийцы жителей еврейского поселения Бейт-Хадаса (чьё убийство стало толчком к теракту 1980 года) и студента иешивы Аарона Гросса (после которого был совершён теракт в Исламском колледже): все они были освобождены из израильских тюрем в рамках «сделки Джибриля», когда больше тысячи арабских заключённых были обменены на троих израильских солдат.
Раскрытие деятельности Еврейского подполья повлекло за собой раскол в рядах «Гуш Эмуним». Большинство членов движения, в собственных глазах бывшие героями, отстаивавшими сионистскую идею во враждебном окружении, долгие годы отвергали обвинения в убийствах и целенаправленном насилии против арабов, считая их клеветой. После раскрытия Еврейского подполья их гнев обратился на наиболее радикальную часть движения, чью деятельность они решительно осудили. Ведущие идеологи движения подчёркивали в своих выступлениях, что борьбу с врагами Израиля должно вести государство, а рядовые граждане не должны переходить границы допустимой самообороны — в частности, в случаях нападений на дороге. С осуждающим заявлением выступил и один из лидеров светского правого лагеря — профессор Юваль Неэман из партии «Тхия». Неэман, в принципе разграничивая покушения на убийство арабских политиков, известных своим подстрекательством к террору против евреев, и убийства в Исламском колледже, решительно осудил последние. По его словам, студенты Исламского колледжа пострадали просто потому, что были арабами, так же, как студенты хевронской иешивы пострадали лишь за то, что были евреями, и для нападавших не было разницы между виновными и невинными. В целом, согласно опросу газеты «Га-Арец», проведенному в это время, более 60 % израильтян осуждали действия Еврейского подполья и только 14 % их полностью оправдывали.